# IPhone SE (segunda generación)
El iPhone SE 2 (también conocido como iPhone SE segunda generación o iPhone SE 2020) es un teléfono inteligente de gama alta diseñado y comercializado por Apple. Es parte de la decimotercera generación del iPhone. Anunciado el 15 de abril de 2020. Este sirve como sucesor tanto del iPhone SE 1 como del iPhone 8.
El diseño de este iPhone es casi idéntico al iPhone 8 (un botón físico, con marcos arriba y abajo con el Touch ID de la pantalla a excepción de detalles como la posición del logotipo más centrado y sin la palabra "iPhone" pero utiliza el mismo sistema en chip A13 Bionic que la línea del iPhone 11 con una menor batería comparado al 11). Los pedidos anticipados comenzaron el 17 de abril y las entregas comenzaron el 24 de abril de 2020.

## Novedades
La principal novedad que Apple anunció fue el procesador Apple A13 Bionic, presente en el iPhone 11 Pro. Esto dota a este teléfono de un rendimiento casi similar al de iPhones más caros y lo convierte en una buena opción para los que buscan un dispositivo potente. A pesar de esto sigue contando con los típicos 3 GB de RAM de iPhones anteriores y un Neural Engine de tercera generación para acompañar al procesador.
En cuanto a la pantalla posee un panel IPS LCD￼.Mide 4,7 pulgadas y posee la tecnología Retina así como la True Tone y una resolución de 1334 x 750 no Full HD, aunque se permite la visualización de ese contenido escalado[cita requerida]. Posee un rango de colores P3, 625 nits de brillo y 326 pixeles por pulgada. Posee una resistencia al agua y al polvo IP67 (resistencia a 30 minutos bajo agua a una profundidad de 1 metro). Posee características propias de iPhones más caros como Haptic Touch, compartida de audio vía Airpods, Dual SIM y Wi-Fi 6.
Sus cámaras si bien no son tan buenas como las 3 del iPhone 11, posee tecnologías como el modo retrato en las selfies, el control de profundidad Depth Control y varios efectos de iluminación en su cámara frontal de 7 megapixeles. Posee una cámara trasera HDR y Gran angular de 12 megapixeles capaz de grabar video slow motion a 1080p a 240 fps o video 4K a 60 fps con estabilización digital e inclusive tomar una foto mientras la cámara está grabando. Además cuenta con tecnologías como un flash LED True Tone, fotos panorámicas de 63 megapixeles, el modo ráfaga, Smart HDR y Geotagging para las fotos tomadas.

## Historia
Desde finales de 2017, se especulaba la salida de una segunda versión del iPhone SE, por el alto precio de los dispositivos recientes. Los rumores surgieron nuevamente a inicios del 2020, indicando que el nuevo iPhone SE tendría el mismo diseño y tamaño de pantalla que el iPhone 6, 6s, 7 y 8, ya que este último era el único modelo de iPhone en venta que mantenía el botón de inicio con sensor Touch ID. Los nombres especulados para este dispositivo fueron "iPhone 9" o iPhone SE.
En marzo de 2020, surgieron nuevos rumores, diciendo que el lanzamiento de este nuevo iPhone sería "inminente", luego de filtrarse una imagen de una carcasa en Best Buy, cuya caja afirma que fue diseñada para un nuevo iPhone de 4,7 pulgadas a salir en 2020. También se filtró el nombre del dispositivo, luego de que en la tienda online de Apple apareció un protector de pantalla Belkin que afirmaba ser compatible con el iPhone 7, 8 y un supuesto iPhone SE. Sin embargo, las referencias de este último fueron eliminadas poco tiempo después.
Finalmente, el 15 de abril de 2020 Apple anuncia la salida del iPhone SE en su canal de YouTube por medio de un teaser donde se puede apreciar las características principales del nuevo dispositivo de Apple. La distribución de éste empezó el 24 de abril de 2020 hasta el 1º de mayo, donde la compañía informó que se habían agotado las existencias a la venta porque la producción del dispositivos había sido baja, a causa de la pandemia de COVID-19.

## Diseño
Este terminal presenta un diseño con un marco de aluminio y recubrimiento de vidrio, con el mismo tamaño que el iPhone 8. Existen diferencias con respecto a este como la posición del logotipo de la manzana y la ausencia de la palabra iPhone en su parte trasera. Tiene integrado un botón Home con Touch ID de segunda generación.

#### Colores
| Color | Nombre        | Borde |
| ----- | ------------- | ----- |
|       | Negro         | Negro |
|       | Blanco        | Negro |
|       | (Product) RED | Negro |